# Малта на Светском првенству у атлетици на отвореном 2017.
Малта је на Светском првенству у атлетици на отвореном 2017. одржаном у Лондону од 4. до 13. августа, учествовала шеснаести пут, односно учествовала је на свим првенствима до данас. Репрезентацију Малте представљала је једна такмичарка која се такмичила у трци на 100 метара.,
На овом првенству Малта није освојила ниједну медаљу. Није било нових националних, личних и рекорда сезоне.

## Учесници
Жене:
- Шарлот Вингфилд — 100 м

## Резултати

### Жене
| Атлетичарка     | Дисциплина | Лични рекорд | Квалификације | Квалификације | Полуфинале            | Полуфинале            | Финале                | Финале        | Детаљи |
| Атлетичарка     | Дисциплина | Лични рекорд | Резултат      | Место         | Резултат              | Место                 | Резултат              | Место         | Детаљи |
| --------------- | ---------- | ------------ | ------------- | ------------- | --------------------- | --------------------- | --------------------- | ------------- | ------ |
| Шарлот Вингфилд | 100 м      | 11,54 НР     | 11,82         | 7, у гр, 2    | Није се квалификовала | Није се квалификовала | Није се квалификовала | 35. / 46 (47) |        |